# Sergei Zalyotin
Sergei Viktorovich Zalyotin (em russo:  Сергей Викторович Залётин) (Tula, 21 de abril de 1962) é um ex-cosmonauta russo.
Graduou-se na Escola Militar de Pilotos de Borisoglebsk como piloto-engenheiro antes de se tornar piloto de caça da força aérea russa, servindo entre 1983 e 1990 em esquadrões baseados na área de Moscou e voando em aeronaves tipo MiG-21 e MiG-23.
Em 1990 foi selecionado para treinamento de cosmonauta e passou os dois anos seguintes em treinos práticos e aprendizado teórico no Centro de Treinamento de Cosmonautas Yuri Gagarin, na Cidade das Estrelas, conseguindo a qualificação de cosmonauta de testes em março de 1992. Nos cinco anos seguintes, dedicou-se ao programa de voo e treinamento para missões na estação espacial Mir.
Zalyotin foi ao espaço pela primeira vez em abril de 2000, comandando a missão Soyuz TM-30, a última missão à estação orbital russa. Por dois meses, ele e seu companheiro habitaram a estação efetuando diversos reparos na mesma, como problemas recentes de perda de pressão e uma disfunção no sistema de orientação do painel solar. Durante a missão. Sergei efetuou uma caminhada espacial de cinco horas para cumprir suas tarefas em espaço aberto.
Dois anos depois, em outubro de 2002, ele voltou à órbita terrestre comandando a Soyuz TMA-1, a primeira missão russa no espaço usando a nova série de naves  TMA. Nesta viagem à Estação Espacial Internacional, ele e seus companheiro de tripulação retornaram à Terra dez dias após o lançamento, a bordo da Soyuz TM-34, a última nave da série TM, retirada de operações no espaços após este voo.